# Бипризма Френеля

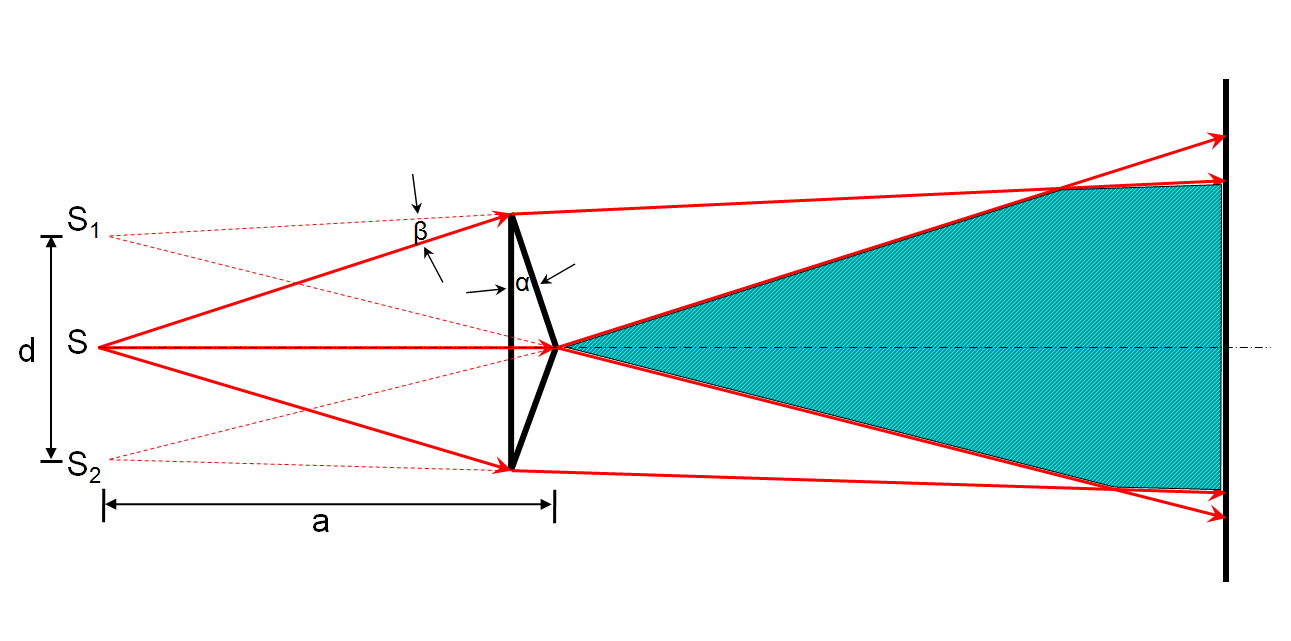
Получение интерференции света с помощью бипризмы Френеля.

Бипри́зма Френе́ля — оптическое устройство для получения пары когерентных световых пучков, предложенное Огюстеном Френелем. Бипризма представляет собой две одинаковых треугольных прямоугольных призмы, с очень малым преломляющим углом, сложенные своими основаниями. На практике бипризму обычно изготавливают из пластинки стекла.
С помощью бипризмы можно наблюдать интерференцию световых пучков.
Использование для получения когерентных пучков света бипризмы Френеля представляет собой один из вариантов метода деления волнового фронта. В соответствии с количеством интерферирующих пучков света интерференцию, получаемую с помощью бипризмы Френеля, относят к двухлучевой интерференции.
Позволяет по известному показателю преломления стекла и по известному углу призмы измерять длину волны светового излучения.

## Принцип работы
Для получения интерференции источник света S располагают симметрично относительно призм, составляющих бипризму. Углы падения лучей на поверхности призмы малы, поэтому все лучи отклоняются ею на одинаковый угол {\displaystyle \delta }, равный {\displaystyle (n-1)\alpha }, где {\displaystyle n} — показатель преломления материала, из которого изготовлена призма, а {\displaystyle \alpha } — преломляющий угол призмы.
В результате такого преломления образуются два когерентных пучка света, вершины которых S1 и S2 можно рассматривать как точки расположения мнимых изображений источника S. На экране когерентные лучи от источников S1 и S2 перекрываются и формируют интерференционную картину, представляющую собой набор чередующихся между собой светлых и тёмных полос.
Обычно в качестве источника света используют узкую щель, расположенную параллельно ребру бипризмы и освещённую ярким источником монохроматическим светом. В таком случае интерференционная картина на экране представляет собой систему чередующихся светлых и тёмных полос, параллельных щели. Практически в демонстрационных опытах высокая степень монохроматичности излучения не требуется и для получения интерференционной картины достаточно прикрыть источник белого света светофильтром, изготовленным, например, из цветного стекла. Если используется белый свет без светофильтра, то интерференционная картина будет состоять из разноцветных полос, причём полностью тёмных полос наблюдаться не будет, поскольку места минимальной освещённости для света с одной длиной волны будут совпадать с местами максимальной освещённости для света с другой длиной волны. При увеличении ширины щели освещённость экрана возрастает, но одновременно с этим контраст интерференционной картины падает, вплоть до полного её исчезновения.
В экспериментах с бипризмой Френеля интерференционные полосы наблюдаются в области перекрытия пучков на экране при любом расстоянии от экрана до бипризмы. О таких полосах говорят, что они не локализованы.

## Теория
Величина расстояния {\displaystyle d} между мнимыми источниками определяется углом поворота {\displaystyle \alpha } и расстоянием {\displaystyle a} между источником света S и призмой; при малых {\displaystyle \delta } для расстояния выполняется:
{\displaystyle d=2a(n-1)\alpha .}
Из общей теории двухлучевой интерференции известно, что максимумы освещённости на экране образуются на расстояниях {\displaystyle x_{m}} от центра экрана, удовлетворяющих условию
{\displaystyle x_{m}=m{\frac {(a+b)}{d}}\lambda ,}
где {\displaystyle b} — расстояние между призмой и экраном, {\displaystyle \lambda } — длина волны света, а {\displaystyle m} — целое число, принимающее значения 0, ±1, ±2, …
Отсюда следует, что в случае бипризмы для положений максимумов выполняется
{\displaystyle x_{m}=m{\frac {(a+b)}{2a(n-1)\alpha }}\lambda .}
Соответственно для расстояний {\displaystyle \Delta x_{m}} между максимумами справедливо соотношение
{\displaystyle \Delta x_{m}={\frac {(a+b)}{2a(n-1)\alpha }}\lambda .}
Освещённость экрана в точке с координатой {\displaystyle x} зависит от разности фаз {\displaystyle \Delta \phi (x)} пучков, интерферирующих в этой точке:
{\displaystyle E(x)=2E_{0}(1+\cos \Delta \phi (x))=4E_{0}\cos ^{2}{\frac {\Delta \phi (x)}{2}},}
где {\displaystyle E_{0}} — освещённость, создаваемая одним из интерферирующих пучков, а разность фаз имеет вид
{\displaystyle \Delta \phi (x)={\frac {4\pi }{\lambda }}{\frac {a(n-1)\alpha }{(a+b)}}x.}
Таким образом, освещённость экрана изменяется от минимального значения {\displaystyle E_{min}=0} до максимального {\displaystyle E_{max}=4E_{0}.}
Перекрываемая пучками света область на экране в направлении координаты {\displaystyle x} имеет протяжённость, приблизительно равную {\displaystyle 2b(n-1)\alpha }. Отсюда, используя приведённое выше выражение для расстояния между максимумами освещённости {\displaystyle \Delta x_{m}}, получаем, что число наблюдаемых в экспериментах с бипризмой Френеля интерференционных полос равно:
{\displaystyle N={\frac {4ab}{a+b}}{\frac {(n-1)^{2}\alpha ^{2}}{\lambda }}.}